# Agudotherium gassenae
Agudotherium gassenae вид цинодонтів із пізнього тріасу півдня Бразилії. Це не ссавцеподібна істота. Новий таксон цинодонта заснований на лівій нижній щелепі з іклом та шістьма (pc2—pc7) добре збереженими постканінами (голотип), а також другим зразком (паратип), що включає праву нижню щелепу з різцями, іклами та сімома (pc1—pc7) постканінами, причому pc6—pc7 найкраще збереглися. Ці екземпляри мають міцний зубний ряд. Новий таксон сприяє нашим знанням про еволюційне різноманіття дрібних прозостродонтів, яке призвело до появи кількох важливих груп цинодонтів, включаючи ссавцеподібних.

## Етимологія
Agudo стосується муніципалітету Агудо (штат Ріо-Гранде-ду-Сул, Бразилія), де були знайдені зразки; therium — часто використовується для ссавців та близьких форм. Видовий епітет gassenae присвячений пані Вальсеріні Марії Булегон Гассен (англ. Valserina Maria Bulegon Gassen) колишнього мера міста Сан-Жуан-ду-Полесіне (штат Ріо-Гранде-ду-Сул, Бразилія), за її цінний внесок у створення CAPPA/UFSM (Центр підтримки палеонтологічних досліджень Федерального університету Санта-Марія).